# Colònia Rodríguez
Colònia Rodríguez és un conjunt de cinc habitatges independents sal nucli urbà del municipi de Caldes de Malavella. Forma part de l'Inventari del Patrimoni Arquitectònic de Catalunya.

## Descripció
El conjunt dels cinc habitatges aïllats, que originàriament eren quatre xalets, és de planta rectangular, i consta de planta baixa i pis, i és cobert per una teulada a doble vessant, desaiguada a les façanes principal i posterior. Cada una de les façanes dels quatre antics xalets, té la mateixa estructura: A la planta baixa hi ha la porta d'entrada, en arc de llinda, flanquejada a dreta i esquerra per dues finestres també en arc de llinda i amb ampit. Tant la porta com les finestres, estan emmarcats. Coronant aquestes tres obertures, hi ha un trencaaigües motllurat en arc rebaixat. El sòcol de la façana arriba a la mateixa altura que l'ampit de la finestra. Una línia d'imposta motllurada marca el pas de la planta baixa al pis, on hi ha tres finestres rectangulars horitzontals, emmarcades. Aquestes obertures són en el mateix eix que les obertures de la planta baixa. Una cornisa amb motllures de filet corona la façana principal. A la façana posterior, la majoria d'habitatges tenen terrassa al pis, i els que no han ampliat l'habitatge al pis. Cada una de les façanes dels quatre habitatges està pintada de color diferent: verdós, salmó, blau i groc. Els detalls decoratius, com els emmarcaments, són pintats de tonalitats similars a les de al façana però lleugerament més clars o foscos. S'accedeix a aquests habitatges des d'un portal que hi ha a la Rambla Recolons, tot i que també s'hi pot accedir des del carrer de Josep Soler.

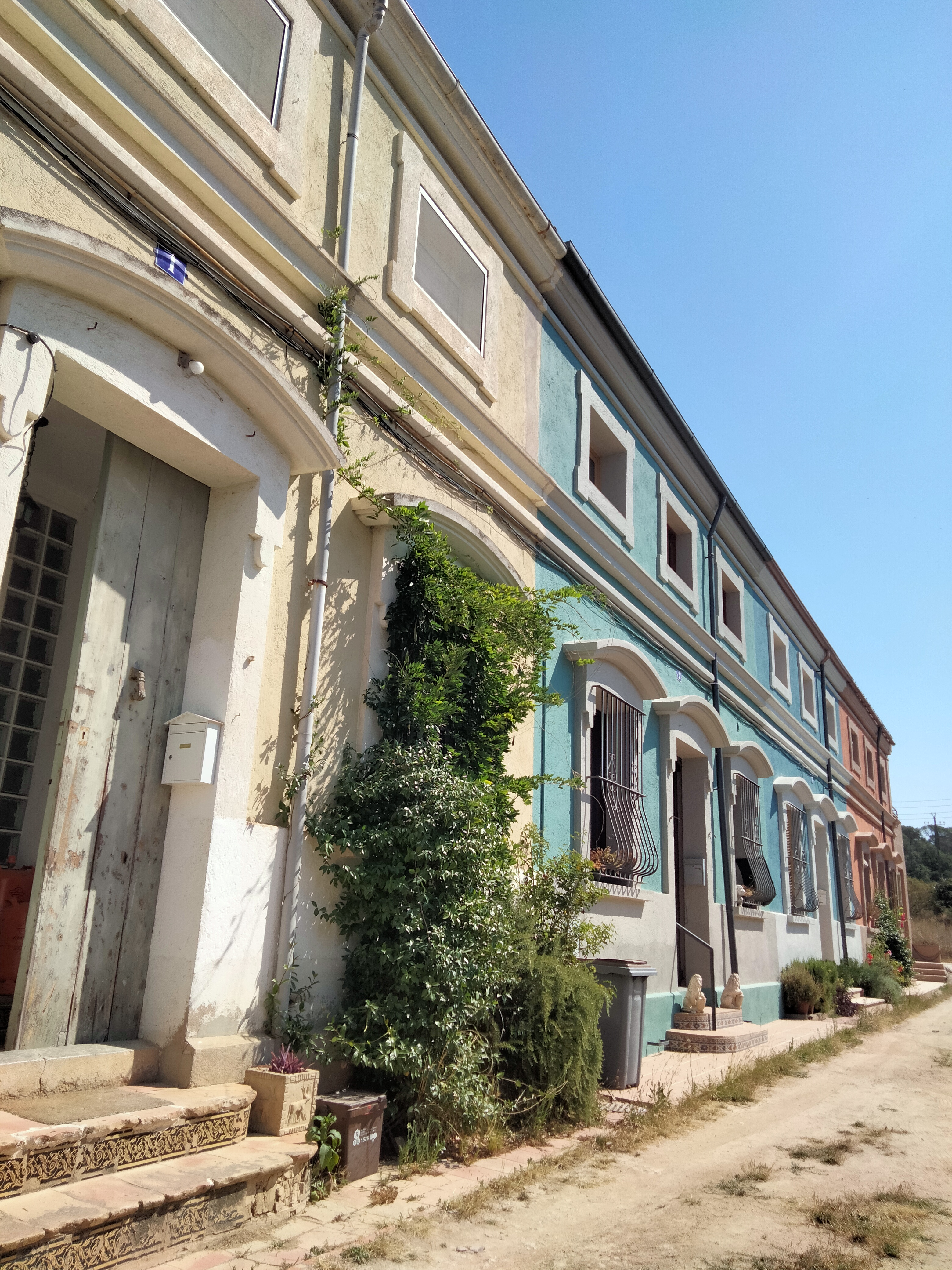
Passatge interior, amb l'accés als habitatges

A la façana que dona a la Rambla Recolons, es va obrir un cinqué habitatge, segurament a la darreria dels anys 1980, que modificà la façana original. En fotografies antigues, podem apreciar, més o menys, que a la planta baixa hi havia tres finestres que seguien la mateixa estructura que les finestres de la planta baixa de façana principal dels xalets, i al pis també tres finestres que igualment seguien l'estructura de les de la façana. Els altres elements de la façana són iguals. Aquesta façana té el següent aspecte: A la planta baixa hi ha una porta doble en arc de llinda, de les quals la de la dreta ha estat cegada. Aquesta obertura geminada, està emmarcada per un marc que té arc escarser. Sobre la porta d'entrada hi ha una finestra petita quadrangular, cegada, d'igual aspecte que les de la façana principal dels xalets. Flanquejant aquesta finestra, n'hi ha dues de quadrangulars, emmarcades i protegides per un trencaaigües d'iguals característiques. Una línia d'imposta motllurada marca el pas de la planta baixa al pis, on hi ha una finestra central que està flanquejada per dos balcons amb barana de ferro forjat i una petita llosana. Aquests balcons van ser oberts posteriorment, substituint les finestres que hi havia, de les quals només se'n conserva la finestra que hi ha entre els balcons. Corona aquesta façana un frontó de sabor clàssic, precedit per una cornisa motllurada. L'edifici va ser ampliat pel costa esquerra d'aquesta façana. A la planta baixa i al pis, hi ha una finestra en arc de llinda. La cadena cantonera de la façana de la Rambla, s'ha conservat en els dos angles, fins i tot en el costat esquerre per on es va ampliar.